# 栗原まゆ
栗原 まゆ（くりはら まゆ、1983年10月31日 - ）は、日本のタレント・グラビアアイドル。東京都出身。G.P.Rに所属していた。

## 人物・来歴
- 趣味は料理、読書で、特技はクラシックバレエ。

## 出演

### DVD
- ちいさな約束（2006年10月18日、イーネット・フロンティア）
- 制Girls学園 Vol.1（2007年4月6日、アルバトロス） ※共演：清乃、秦みずほ、山口美羽
- ふわまゆ（2007年6月22日、フォーサイド・ドット・コム）